# Guayabera

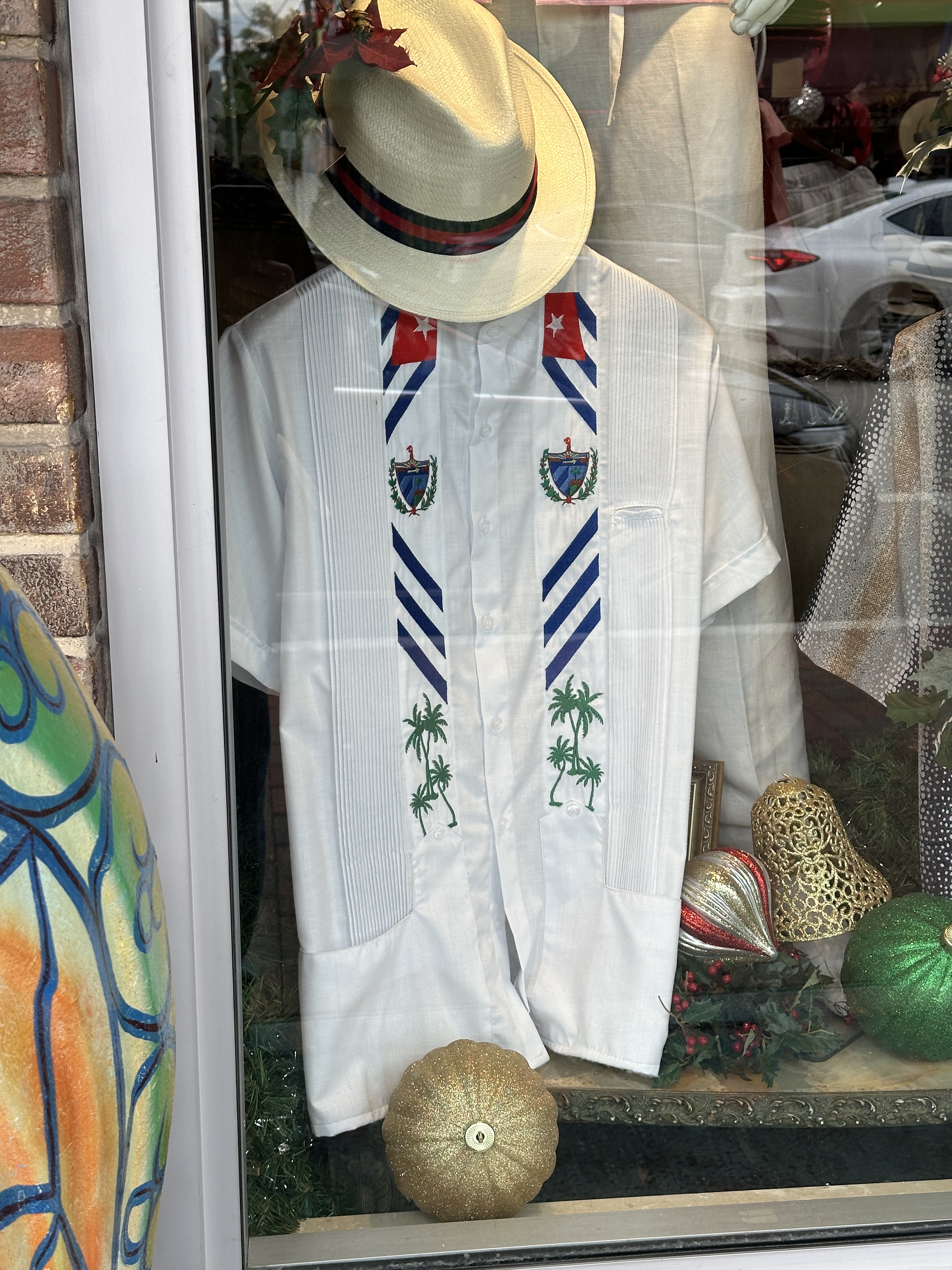
Guayabera a Sombrero za výlohou havanského obchodu

Guayabera, také chacabana, shirt-jac nebo yucatánská košile, je mužský oděv typický pro Latinskou Ameriku a Karibik. Má podobu široké košile se čtyřmi velkými kapsami a dvěma řadami svislých záhybů zvaných alforzas. Guayabera je ušita ze světlé bavlněné, lněné nebo hedvábné látky a může být také zdobena barevnými výšivkami. Rukávy bývají většinou krátké. Guayabera se nosí jako svrchní oblečení přetažená přes kalhoty. Tento vzdušný oděv se v tropickém podnebí osvědčil a nosí se nejen do práce, ale i na slavnostní příležitosti jako svatby či pohřby. Je také spojen s mexickým lidovým tancem jarana yucateca.
Původ guayabery je odvozován od filipínského oděvu barong tagalog. Pojmenována je patrně podle kubánské řeky Yayabo nebo podle sběračů kvajávy, pro něž bylo volné oblečení s velkými kapsami nejpraktičtější. Košile se stala symbolem boje karibských zemí za nezávislost a chodili v ní Máximo Gómez, Luis Echeverría nebo Raúl Castro. V roce 2010 nařídila kubánská vláda úředníkům povinné nošení guayabery místo obleku. Guayabera je častým darem pro státní návštěvy, které jejím nošením vyjadřují úctu hostitelské zemi. 